# Дуб черешчатий (Хорол, Героїв Небесної Сотні)
Дуб чере́шчатий — ботанічна пам'ятка природи місцевого значення в Україні. Розташована в межах міста Хорол Полтавської області, на вул. Небесної Сотні, 94.
Площа 0,015 га. Статус надано згідно з рішенням облвиконкому № 74 від 17.04.1992 року та рішенням облради від 06.09.2007 року. Перебуває у віданні КП «Комунсервіс».
Статус надано для збереження одного екземпляра вікового дуба.

## Галерея

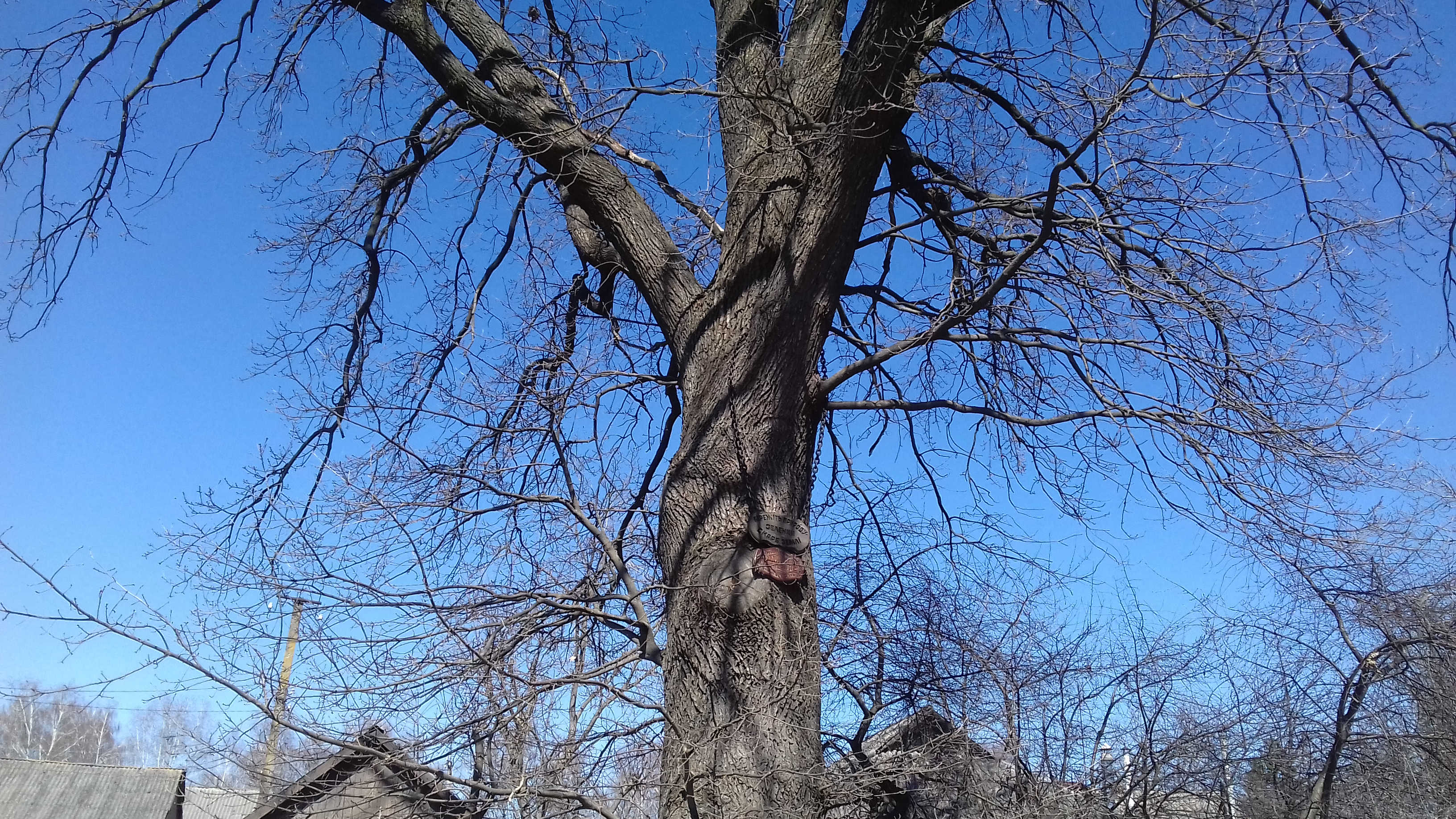
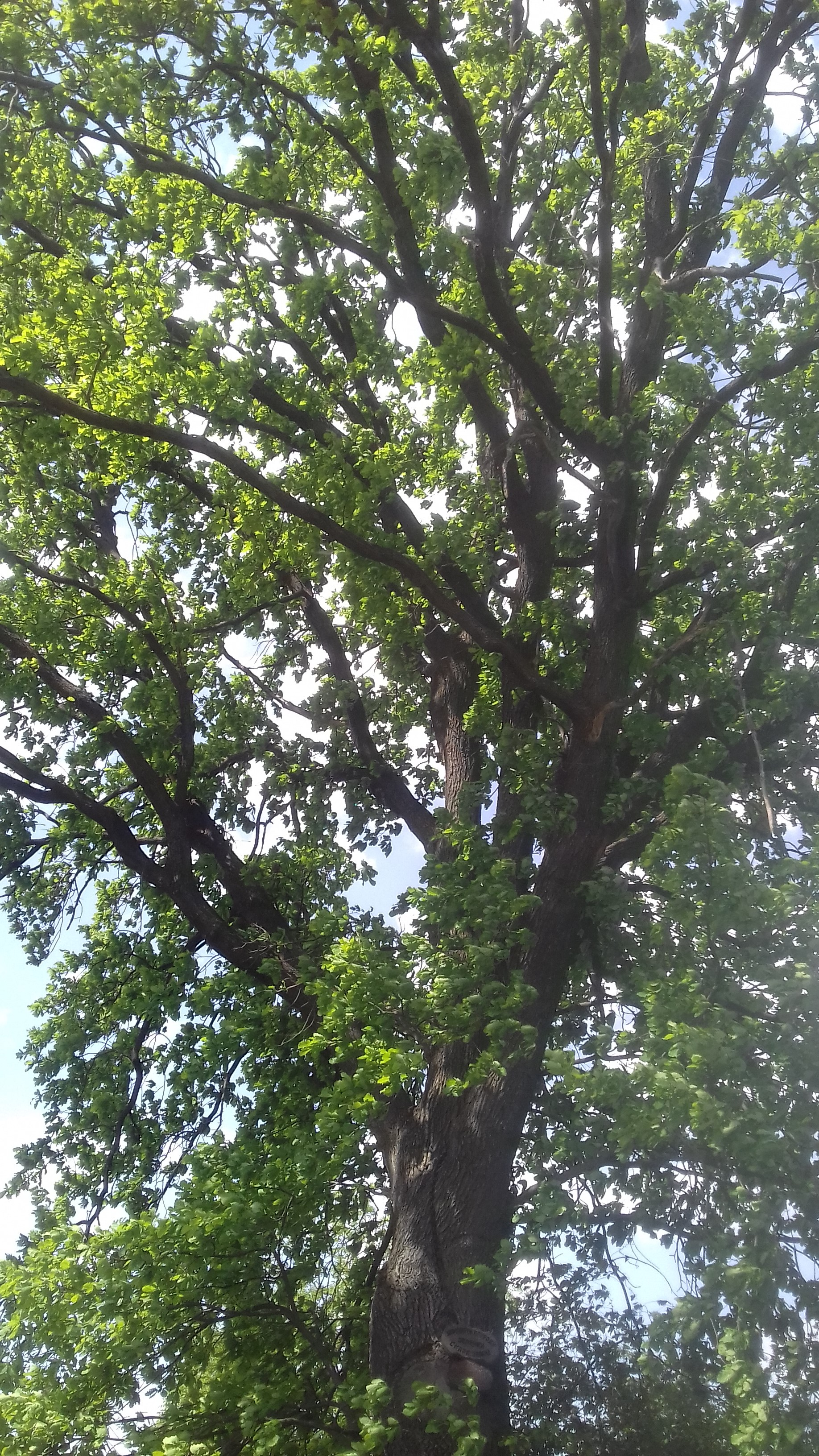